# Spinning Man - Doppia colpa
Spinning Man - Doppia Colpa (Spinning Man) è un film del 2018 diretto da Simon Kaijser.

## Trama
Doppia colpa vede come protagonista Evan Birch, stimato professore di filosofia, amorevole marito e padre di famiglia. 
L’improvvisa scomparsa di una studentessa fa ricadere su lui i sospetti del detective Malloy a causa di alcuni eventi che lo hanno riguardato in passato e che continuano a perseguitarlo. Anche Ellen, la moglie di Evan, comincia ad avere dei dubbi sull'estraneità del marito alla misteriosa scomparsa. Da questo momento, il protagonista cercherà con tutte le sue forze di dimostrare la propria innocenza.

## Distribuzione
La pellicola è stata distribuita nelle sale cinematografiche statunitensi a partire dal 6 aprile 2018.

## Accoglienza
Sull'aggregatore di recensioni Rotten Tomatoes il film ha ottenuto un punteggio medio del 42% sul 100%, su Metacritic ha invece ottenuto un voto di 44 su 100, mentre su IMDB il pubblico lo ha votato con 5,6 su 10.